# Rebeliones de los hugonotes
Las rebeliones hugonotes, a veces llamadas las Guerras de Rohan por el líder hugonote Enrique de Rohan, fueron una serie de rebeliones de la década de 1620 en las que franceses calvinistas protestantes (hugonotes), ubicados principalmente en el suroeste de Francia, se rebelaron contra la autoridad real. El levantamiento se produjo una década después de la muerte de Enrique IV que, siendo él mismo originalmente hugonote antes de convertirse al catolicismo, había protegido a los protestantes mediante el Edicto de Nantes. Su sucesor Luis XIII, bajo la regencia de su madre católica italiana María de Médicis, se volvió más intolerante con el protestantismo. Los hugonotes intentaron responder defendiéndose, estableciendo estructuras políticas y militares independientes, estableciendo contactos diplomáticos con potencias extranjeras y rebelándose abiertamente contra el poder central. Las rebeliones hugonotes se produjeron después de dos décadas de paz interna bajo Enrique IV, tras las intermitentes Guerras de Religión francesas de 1562-1598.

## Primera rebelión de los hugonotes (1620-1622)

Áreas controladas y contestadas por los hugonotes (violeta y azul).

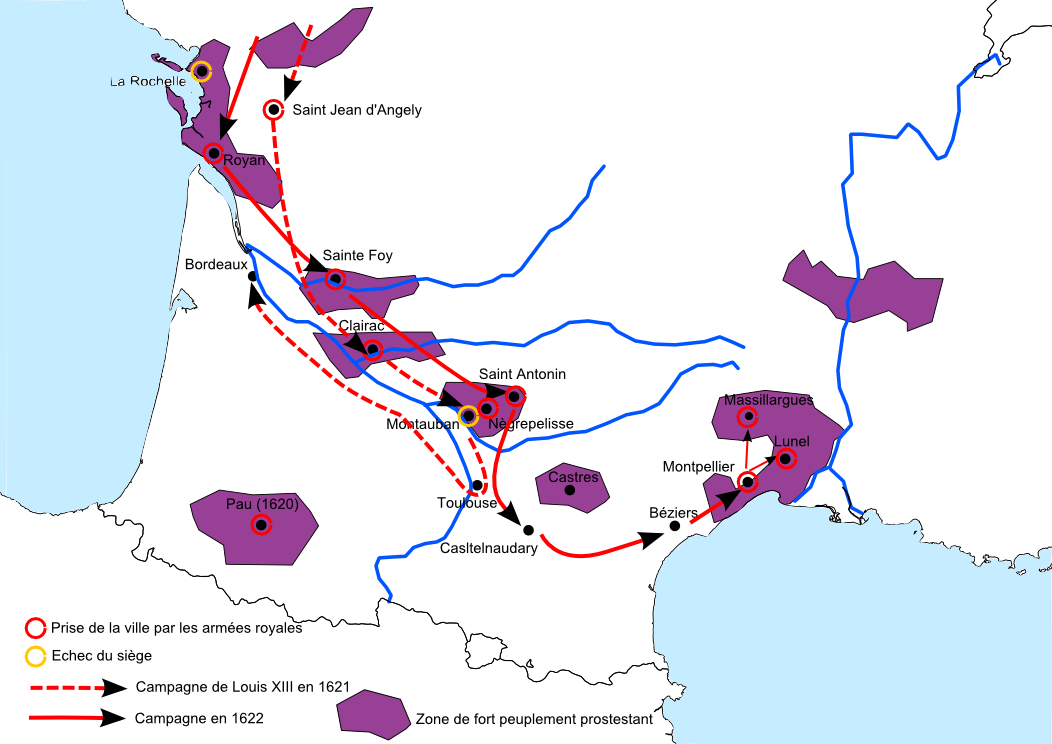
Regiones hugonotes (violeta) e intervención real (rojo) entre 1620 y 1622

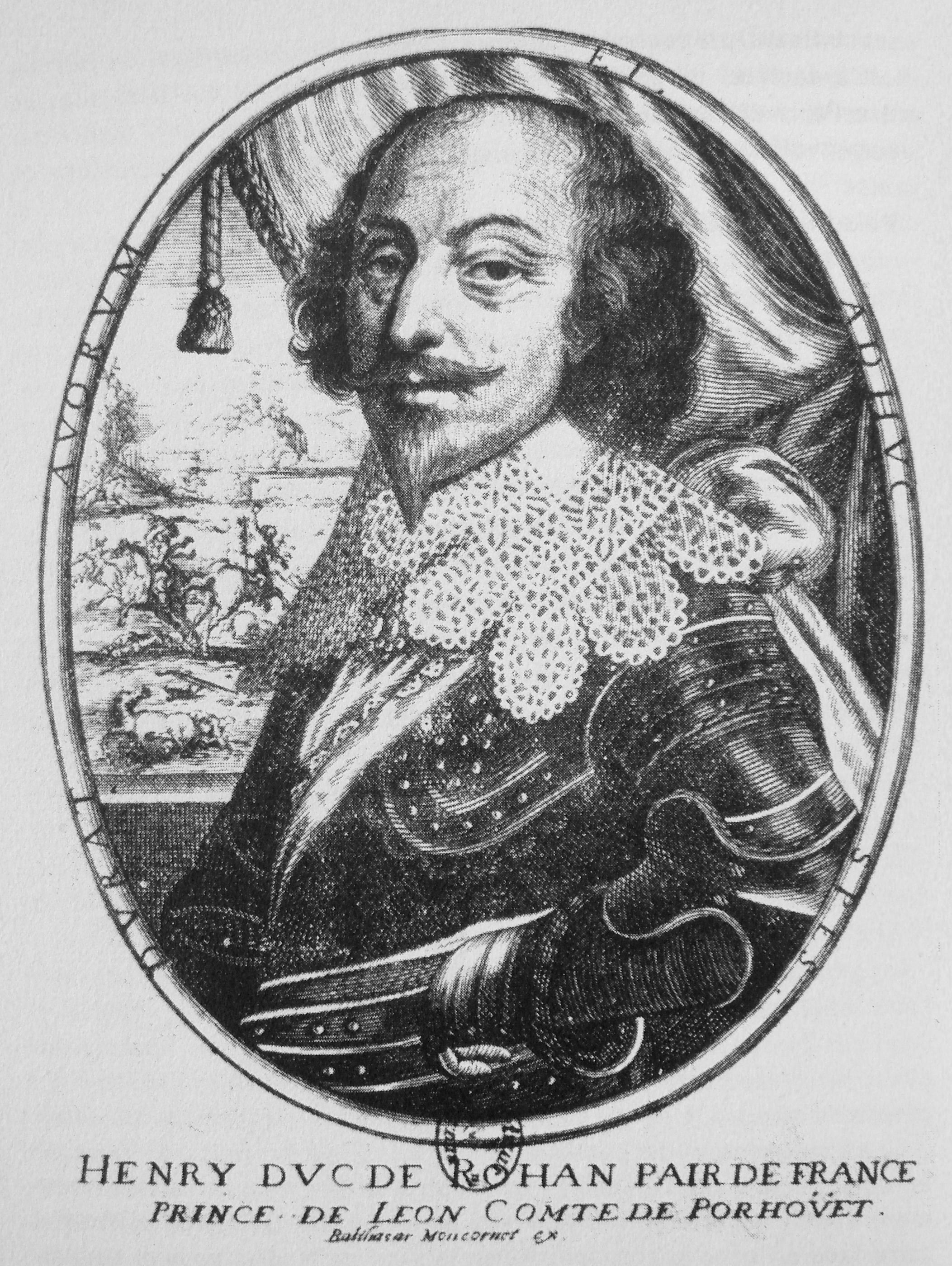
Enrique, duque de Rohan (1579-1638) fue elegido líder de la rebelión.

La primera rebelión hugonote fue provocada por el restablecimiento de los derechos católicos en el Béarn por parte de Luis XIII en 1617, y su anexión militar a Francia en 1620, con la ocupación de Pau en octubre. El gobierno fue sustituido por un parlamento al estilo francés en el que sólo podían participar los católicos.
Sintiendo que su supervivencia estaba en juego, los hugonotes se reunieron en La Rochelle el 25 de diciembre. En esa Asamblea General de los hugonotes en La Rochelle se tomó la decisión de resistir por la fuerza la amenaza real, y establecer un "estado dentro del estado", con un mando militar independiente e impuestos independientes, bajo la dirección de  Enrique de Rohan, un ardiente partidario del conflicto abierto con el rey. En ese periodo, los hugonotes se mostraron muy desafiantes con la Corona, mostrando intenciones de independizarse siguiendo el modelo de la República Holandesa: "Si los ciudadanos, abandonados a su guía, se vieran amenazados en sus derechos y credos, imitarían a los Holandeses en su resistencia a España, y desafiarían todo el poder de la monarquía para reducirlos". (Mercure de France)
En 1621, Luis XIII se movilizó para erradicar lo que consideraba una rebelión abierta contra su poder. Dirigió un ejército hacia el sur, logrando primero capturar la ciudad hugonote de Saumur el 11 de mayo, y luego tuvo éxito en el asedio de Saint-Jean-d'Angély contra el hermano de Rohan Benjamín de Rohan, duque de Soubise el 24 de junio. Un pequeño número de tropas intentó rodear La Rochelle bajo el mando del Conde de Soissons en el bloqueo de La Rochelle, pero Luis XIII se trasladó entonces al sur, a Montauban, donde agotó sus tropas en el sitio de Montauban, que tuvo que levantar el 9 de noviembre.
Tras una pausa, el combate se reanudó con numerosas atrocidades en 1622, con el terrible asedio de Nègrepelisse en el que se masacró a toda la población y se quemó la ciudad.
En La Rochelle, la flota bajo el mando de Jean Guiton comenzó a hostigar a los barcos y bases reales. La flota real finalmente se enfrentó a la flota de La Rochelle en la batalla naval de Saint-Martin-de-Ré el 27 de octubre de 1622 en un encuentro no concluyente.
Mientras tanto, se negoció el Tratado de Montpellier que puso fin a las hostilidades el 19 de octubre. Las fortalezas hugonotes de Montauban y La Rochelle podían conservarse, pero la de Montpellier, asediada desde el 31 de agosto, debía ser desmantelada.
El año 1624 supuso la llegada al poder del cardenal Richelieu como ministro principal, lo que supondría tiempos mucho más duros para los protestantes.

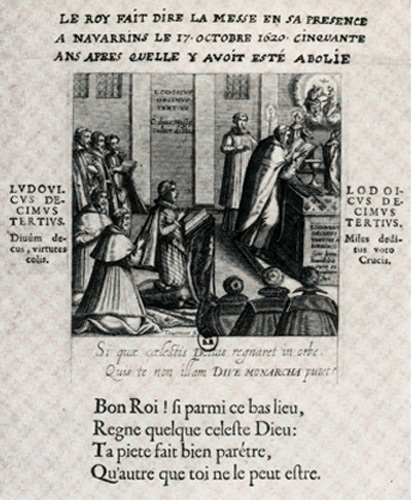
Restablecimiento de los católicos en Bearn, Melchior Tavernier, 1620
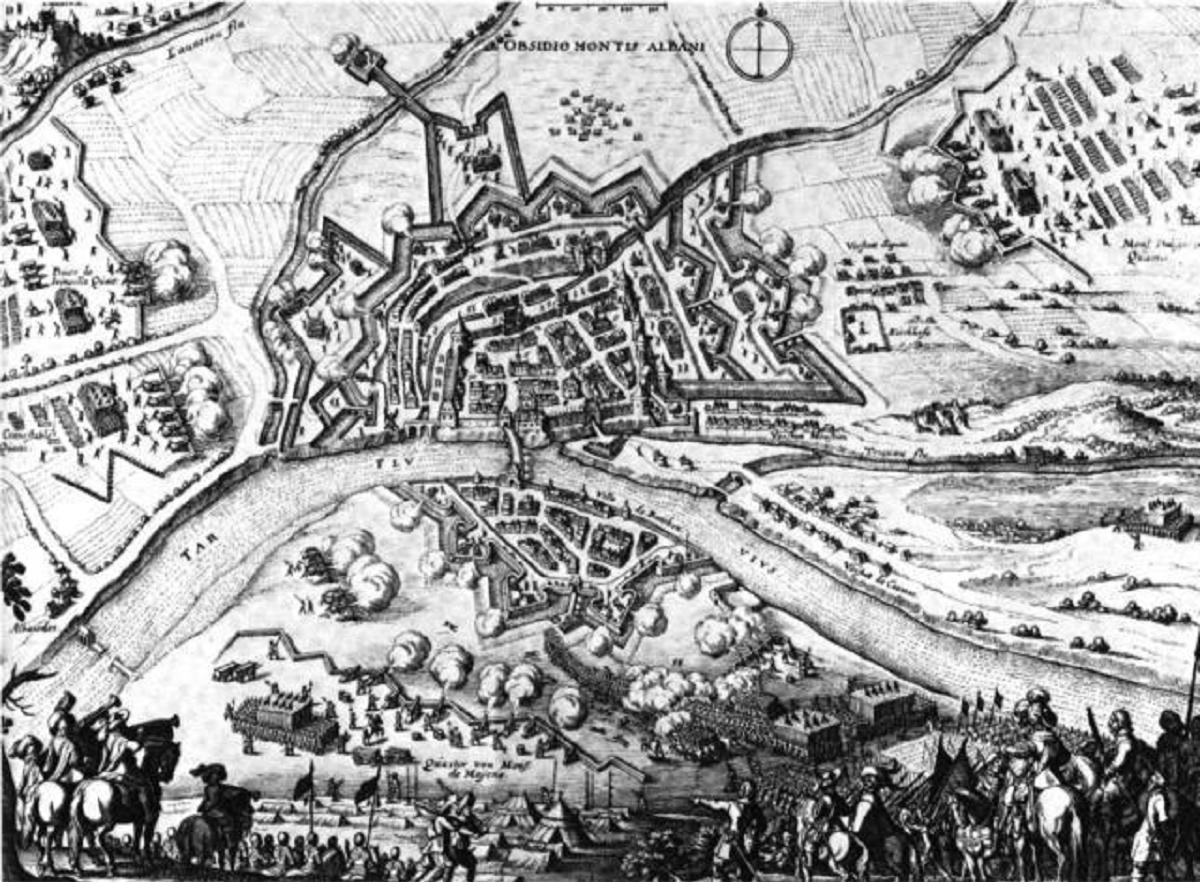
Luis XIII en el fallido asedio de Montauban entre el 22 de agosto y el 9 de noviembre (1621)
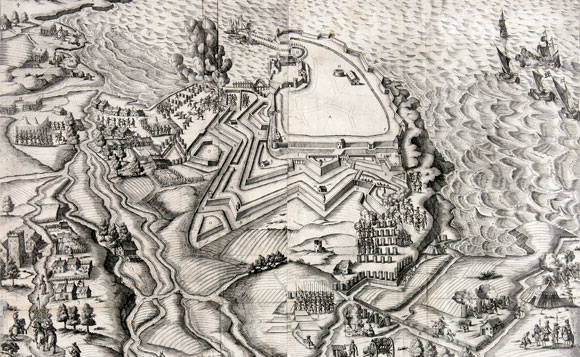
Asedio de Royan, ocupada por las tropas reales el 11 de mayo (1622)
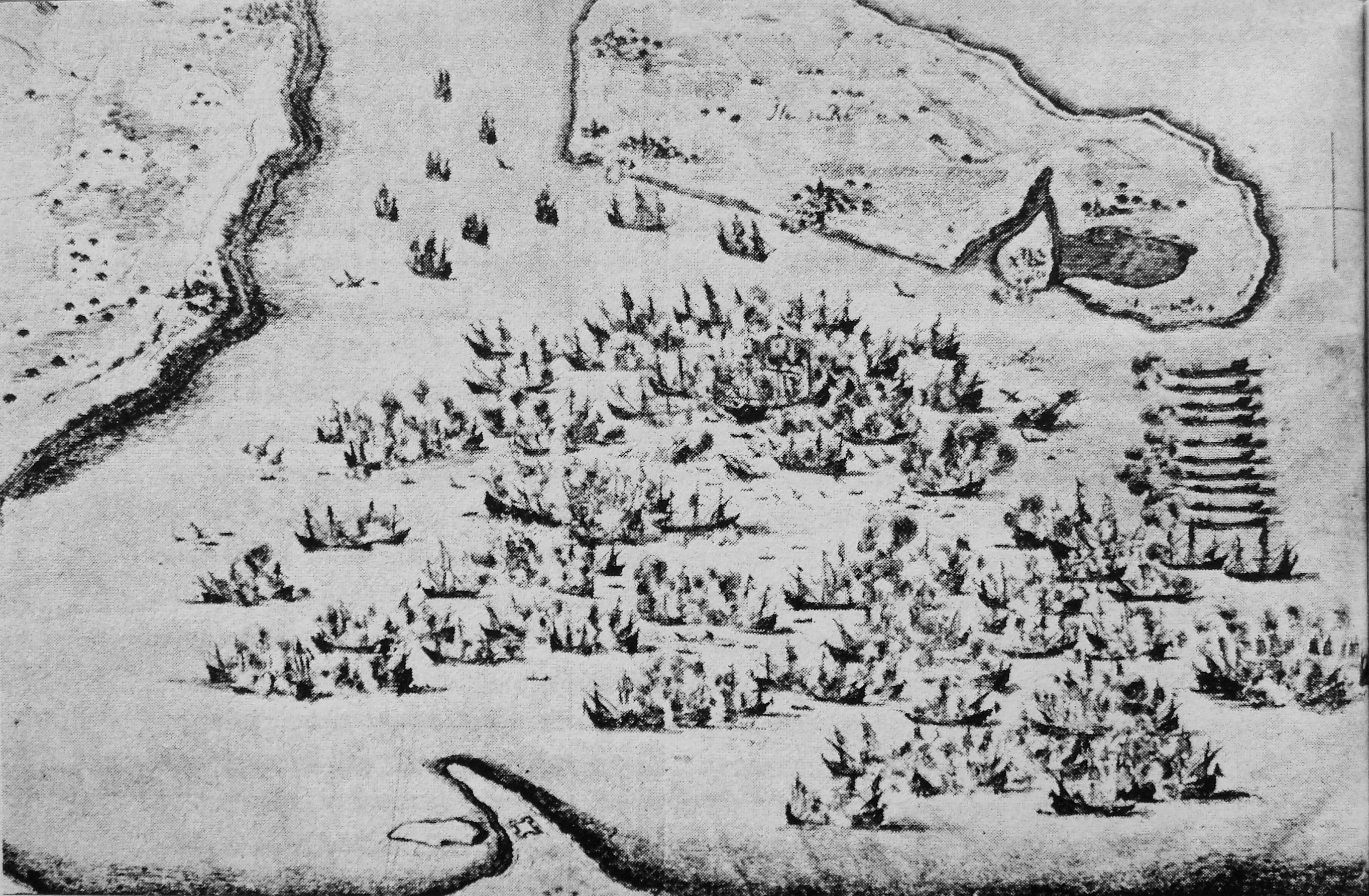
Batalla naval de Saint-Martin-de-Ré (27 de octubre de 1622)

## Segunda rebelión de los hugonotes (1625-1626)

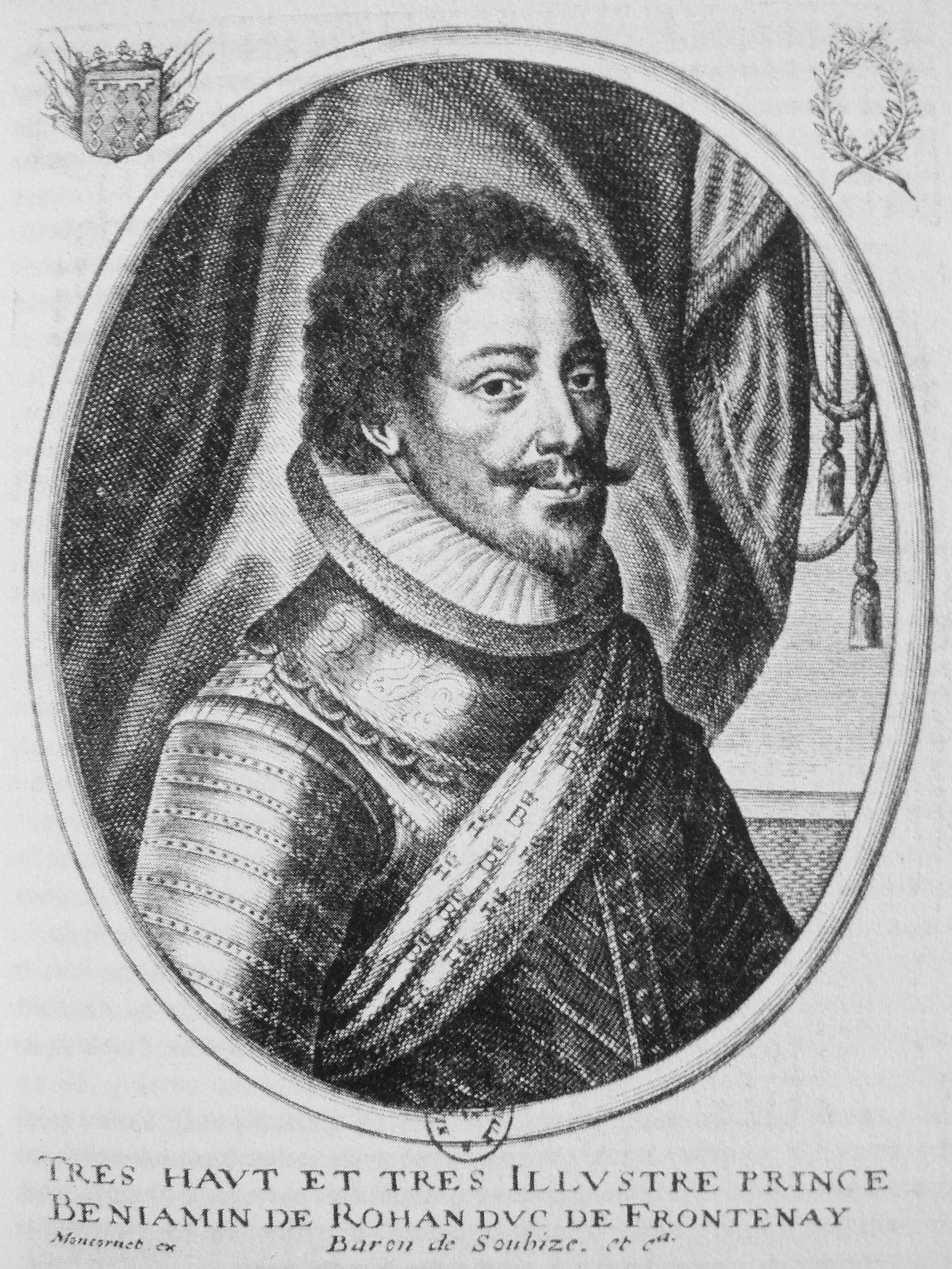
Benjamin de Rohan, duque de Soubise dirigió la ocupación de Île de Ré desafiando a Luis XIII.

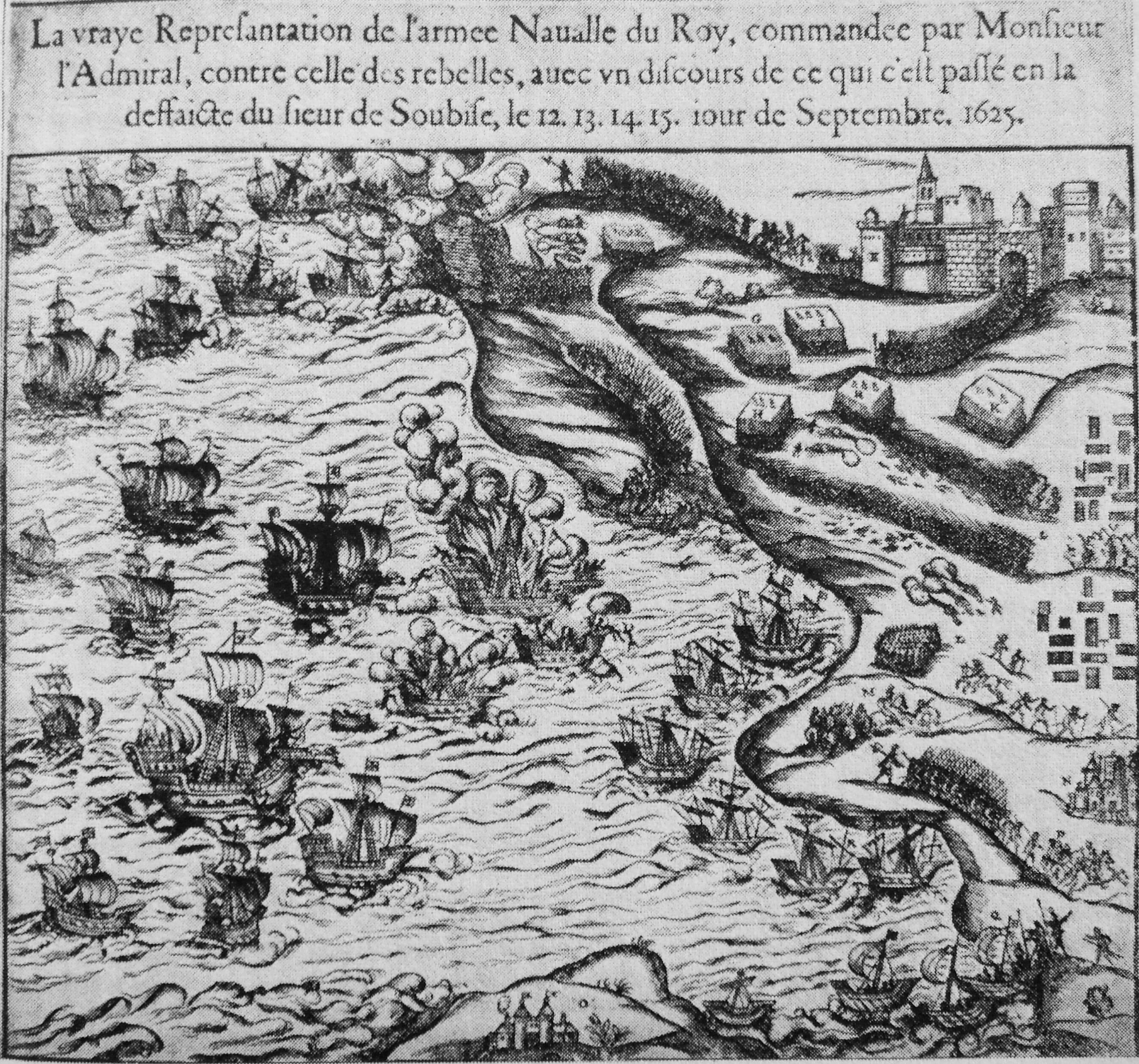
Captura de Île de Ré por Carlos, duque de Guisa el 16 de septiembre de 1625.

Sin embargo, Luis XIII no respetó los términos del Tratado de Montpellier, provocando un nuevo resentimiento hugonote. Toiras reforzó la fortificación de Fort Louis, en lugar de desmantelarla, justo debajo de las murallas del bastión hugonote de La Rochelle, y mientras se preparaba una fuerte flota en Blavet para la eventualidad de un asedio a la ciudad. La amenaza de un futuro asedio a la ciudad de La Rochelle era evidente, tanto para Soubise como para los habitantes de La Rochelle.
En febrero de 1625, Soubise lideró una segunda revuelta hugonote contra Luis XIII, y, tras publicar un manifiesto, invadió y ocupó la isla de Ré, cerca de La Rochelle. Desde allí navegó hasta Bretaña donde dirigió un exitoso ataque a la flota real en la batalla de Blavet, aunque no pudo tomar la fortaleza tras un asedio de tres semanas. Soubise regresó entonces a Ré con 15 barcos y pronto ocupó también la Ile d'Oléron, lo que le dio el mando de la costa atlántica desde Nantes hasta Burdeos. Gracias a estas hazañas, fue reconocido como el jefe de los hugonotes, y se nombró a sí mismo "Almirante de la Iglesia Protestante". La Armada francesa, por el contrario, estaba ahora completamente agotada, dejando al gobierno central muy vulnerable.
La ciudad hugonote de La Rochelle votó para unirse a Soubise el 8 de agosto. Estos acontecimientos terminarían con la derrota de las flotas de La Rochelle y Soubise, y la plena Captura de la isla de Ré en septiembre.
Tras largas negociaciones, finalmente se firmó un acuerdo de paz, el Tratado de París, entre la ciudad de La Rochelle y el rey Luis XIII el 5 de febrero de 1626, que preservaba la libertad de culto pero imponía algunas garantías frente a posibles levantamientos futuros: en concreto, se prohibía a La Rochelle mantener una flota naval.

## Tercera rebelión de los hugonotes (1627-1629)

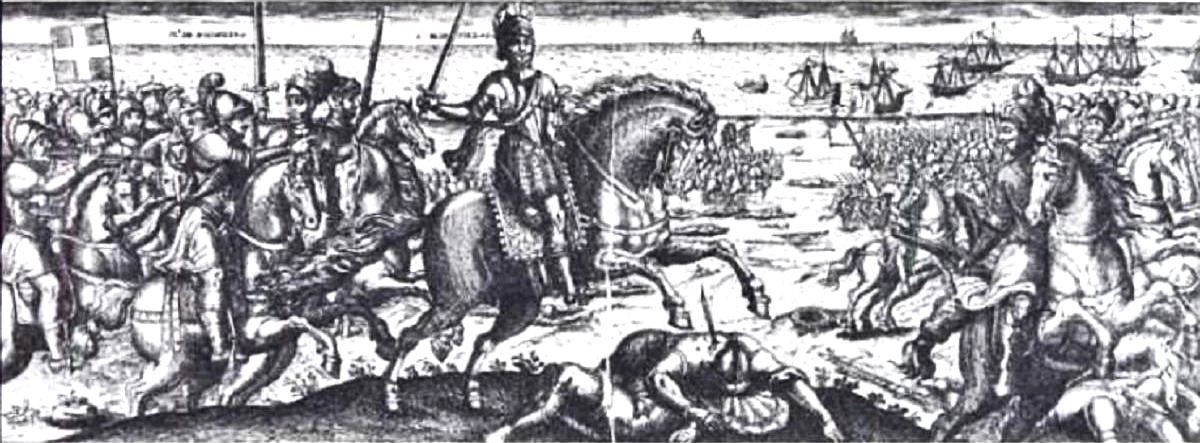
Marshall Henri de Schomberg y Toiras venciendo al ejército inglés de Buckingham al final del asedio de Saint-Martin-de-Ré (1627)

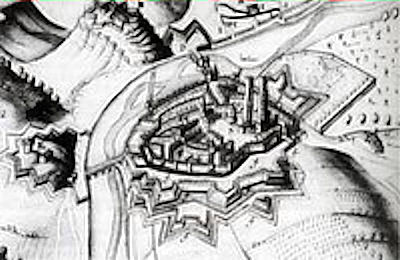
Sitio de Alès en junio de 1629.

La tercera y última rebelión de los hugonotes comenzó con una intervención militar inglesa destinada a fomentar un levantamiento contra el rey francés. Los rebeldes habían recibido el apoyo del rey inglés Carlos I, que envió a su favorito  Jorge Villiers, primer duque de Buckingham con una flota de 80 barcos. 
En junio de 1627, Buckingham organizó un desembarco en la cercana isla de Île de Ré con 6000 hombres para ayudar a los hugonotes, iniciando así una Guerra anglo-francesa (1627-1629), con el objetivo de controlar los accesos a La Rochelle, y fomentar la rebelión en la ciudad. Buckingham acabó quedándose sin dinero y sin apoyos, y su ejército quedó debilitado por las enfermedades. La intervención inglesa terminó con el infructuoso asedio de Saint-Martin-de-Ré (1627). Tras un último ataque a Saint-Martin fueron rechazados con grandes bajas, y se marcharon en sus barcos.
A la intervención inglesa le siguió el asedio de La Rochelle. El cardenal Richelieu actuó como comandante de las tropas asediantes (durante los tiempos en que el rey estaba ausente). Los residentes de La Rochelle resistieron durante 14 meses, bajo el liderazgo del alcalde Jean Guiton y con la ayuda gradualmente decreciente de Inglaterra. Durante el asedio, la población de La Rochelle disminuyó de 27 000 a 5000 habitantes debido a las bajas, el hambre y las enfermedades. La rendición fue incondicional.
Rohan siguió resistiendo en el sur de Francia, donde las fuerzas de Luis XIII continuaron interviniendo en 1629. En el asedio de Privas, los habitantes fueron masacrados o expulsados, y la ciudad fue incendiada. Luis XIII captura finalmente Alès, en el asedio de Alès en junio de 1629, y Rohan se somete.
Por los términos de la Paz de Alais, los hugonotes perdieron sus derechos territoriales, políticos y militares, pero conservaron la libertad religiosa concedida por el Edicto de Nantes. Sin embargo, quedaron a merced de la monarquía, incapaz de resistir cuando el siguiente rey, Louis XIV, emprendió una activa persecución en la década de 1670, y finalmente revocó el Edicto de Nantes por completo en 1685.

## Consecuencias
Las rebeliones hugonotes fueron implacablemente reprimidas por la Corona francesa. Como consecuencia, los hugonotes perdieron su poder político y, en última instancia, su libertad religiosa en el Reino de Francia con la  Revocación del Edicto de Nantes en 1685. Estos acontecimientos fueron uno de los factores que afectaron a un gobierno central Absolutista inusualmente fuerte en Francia, que tendría una influencia decisiva en la historia francesa durante los siglos siguientes.